# Parti de l'harmonie social-démocrate
Ne doit pas être confondu avec Parti social-démocrate « Harmonie ».
Pour les articles homonymes, voir Parti social-démocrate.
Le Parti de l'harmonie social-démocrate (en malais : Parti Kesejahteraan Demokratik Masyarakat abrégé KDM) est un parti politique malaisien.
Le KDM est fondé le 28 janvier 2022 par Peter Anthony, membre de l'Assemblée législative de l'État de Sabah ainsi qu'ancien vice-président du Parti de l'héritage (WARISAN), un parti d'opposition dans l'État de Sabah. Le parti est enregistré le 18 février 2022.

## Résultats électoraux
| Année | Voix   | %    | Élus    | Rang |
| ----- | ------ | ---- | ------- | ---- |
| 2022  | 52 054 | 0,34 | 2 / 222 | 9e   |